# Didicas
Didicas je aktivní sopka a ostrov na Filipínách, mežící v souostroví Babuyan zhruba 65 km severně od ostrova Luzon. Na šířku měří 1,4 km a dosahuje výšky 228 m. Vznikl erupcí podmořské sopky v roce 1952.

## Historie erupcí
- 1773: První zaznamenaná podmořská erupce.
- 1856: V září nebo říjnu se objevil sloup „kouře“.
- 1857: Za doprovodu zemětřesení došlo k prudké erupci a dostala se nad hladinu moře. Po tři roky byla neustále aktivní a čtvrtým rokem její výška činila 210 m. Vlivem eroze vln se ostrov časem rozpadl, neboť byl tvořen nezpevněnou tefrou.
- 1900: Nová erupce zanechala tři skalní masy vysoké 25 m.
- 1952: Sopka se opět dostala nad hladinu.
- 1953: Vulkanická aktivita ustala. Výsledný ostrov měl šířku 2,4 km a výšku 240 m.
- 1969: První známá úmrtí. Tři rybáři zemřeli během rybolovu. Sopečná činnost, která začala 21. března, pocházela z nového 20 m širokém kráteru na severní straně ostrova. Letecký průzkum ohlásil bublající bahno na jeho dně. V červnu téhož roku aktivita na sopce poklesla.
- 1978: Poslední erupce proběhla na začátku ledna. Slabý výbuch pokryl povrch ostrova sopečným popelem.